# Aulacoserica pygmaea
Aulacoserica pygmaea är en skalbaggsart som beskrevs av Moser 1918. Aulacoserica pygmaea ingår i släktet Aulacoserica och familjen Melolonthidae. Inga underarter finns listade.